# Sukaraja Lama
Sukaraja Lama is een bestuurslaag in het regentschap Ogan Ilir van de provincie Zuid-Sumatra, Indonesië. Sukaraja Lama telt 1335 inwoners (volkstelling 2010).